# Galicia Peak
Der Galicia Peak (englisch; bulgarisch връх Галисия wrach Galissija) ist ein 4500 m hoher Gipfel im Vinson-Massiv der Sentinel Range im Ellsworthgebirge des westantarktischen Ellsworthlands. Er ragt 5,02 km südlich des Mount Shinn, 2,62 km nordnordwestlich des Gipfels des Mount Vinson, 0,84 km nördlich des Branscomb Peak und 5,5 km ostsüdöstlich des Knutzen Peak auf. Das Jacobsen Valley liegt östlich und der Branscomb-Gletscher nördlich sowie westlich von ihm.
US-amerikanische Wissenschaftler kartierten ihn 1988. Die bulgarische Kommission für Antarktische Geographische Namen benannte ihn 2010 nach der spanischen Region Galicien, aus der Miguel Ángel stammt, dem am 28. Dezember 2004 die Erstbesteigung des Gipfels gelang.